# Mundulea chapelieri
Mundulea chapelieri är en ärtväxtart som först beskrevs av Henri Ernest Baillon, och fick sitt nu gällande namn av Du Puy och Jean-Noël Labat. Mundulea chapelieri ingår i släktet Mundulea och familjen ärtväxter. Inga underarter finns listade i Catalogue of Life.